# 伊丽莎白蒂夫卡 (法斯蒂夫区)
49°57′15″N 29°56′50″E / 49.95417°N 29.94722°E
伊丽莎白蒂夫卡（烏克蘭語：Єлизаветівка）是位於烏克蘭北部的村莊，由基辅州法斯蒂夫區的科然卡市鎮負責管轄。該村始建於1647年，面積0.61平方公里，2001年人口88，人口密度每平方公里144.3人。